# Patrick O'Neill (rokometaš)
Patrick O'Neill, ameriški rokometaš, * 3. februar 1956.
Leta 1976 je na poletnih olimpijskih igrah v Montrealu v sestavi ameriške rokometne reprezentance osvojil 10. mesto.